# Felice Besostri

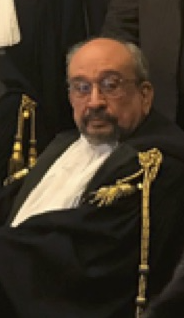
Felice Besostri

Felice Carlo Besostri (* 23. April 1944 in Zevio; † 6. Januar 2024 in Mailand) war ein italienischer Jurist und Politiker (Democratici di Sinistra).

## Leben
Sein Studium der Rechtswissenschaften an der Universität Mailand schloss Besostri im Alter von 25 Jahren ab. Später trat er als wissenschaftlicher Mitarbeiter in die politikwissenschaftliche Abteilung der Universität ein.
Zwischen 1983 und 1988 war Besostri Bürgermeister von Borgo San Giovanni für die Partito Socialista Italiano. Nach der Auflösung der Partei im Jahr 1994 schloss sich Besostri Valdo Spini an und wurde von 1996 bis 2001 als Vertreter der Democratici di Sinistra, einer Mitgliedspartei der Koalition L’Ulivo, in den Senat der Republik gewählt. Besonders dem Wahlrecht zur Vertretung der slowenischen und anderer sprachlicher Minderheiten widmete er seine Aufmerksamkeit.
Nach Beendigung seiner Amtszeit im Senat wurde Besostri bekannt, weil er Einspruch gegen die Durchsetzung des italienischen Wahlgesetzes von 2005 erhob, was 2015 zu Änderungen führte. Besostri starb am 6. Januar 2024 im Alter von 79 Jahren in Mailand.